# V reakciji neudeleženi ion
V reakciji neudeleženi ion je ion, ki obstaja kot reaktant in produkt pri kemijski enačbi. V reakciji neudeleženi ion lahko opazimo na primer pri reakciji vodnih raztopin natrijevega karbonata in bakrovega(II) sulfata, pri čemer pa ta ion ne vpliva na ravnotežje:
2Na+(aq) + CO3 2−(aq) + Cu2+(aq) + SO42−(aq) → 2Na+(aq) + SO42−(aq) + CuCO3 (s)
Na+ in SO42− ioni so v reakciji neudeleženi ioni, saj ostanejo nespremenjeni na obeh straneh reakcije. Prisotni so pri celotnih ionskih enačbah, da uravnotežijo naboj ionov, medtem ko Cu2+ in CO32− ioni tvorijo trdno oborino CuCO3. V reakcijski stehiometriji so v reakciji neudeleženi ioni odstranjeni iz celotne ionske reakcije in s tem tvorijo neto ionsko reakcijo. Za zgornji primer torej sledi:
Torej: 2Na+(aq) + CO32−(aq) + Cu2+(aq) + SO42−(aq) → 2Na+(aq) + SO42−(aq) + CuCO3 (s) (pri čemer x = v reakciji neudeleženi ion)
= CO32−(aq) + Cu2+(aq) → CuCO3 (s)
Koncentracija v reakciji neudeleženih ionov vpliva na Debyevo dolžino. Nasprotno pa koncentracija potencial določajočih ionov vpliva tako na Debyevo dolžino kot tudi na površinski potencial, in sicer preko površinskih kemijskih reakcij.

## Neto ionska enačba
Neto ionska enačba zanemarja pri reakciji neudeleženi ion, ki je del izvorne enačbe. Torej je celotna ionska reakcija drugačna od neto ionske reakcije.